# 约旦民主人民党
约旦民主人民党（羅馬化：Hizb Al-Sha'ab Al-Dimuqrati Al-Urduni）是约旦的一个共产主义政党。该党成立于1989年，前身是解放巴勒斯坦民主阵线在约旦的支派。该党的意识形态是共产主义、马克思列宁主义、世俗主义。该党的政治立场是左翼。该党的总部位于安曼。该党出版周报《人民》。